# Australaziatisch tenniskampioenschap 1926
De 19e editie van het Australaziatisch grandslamtoernooi, het Australaziatisch tenniskampioenschap 1926, werd gehouden van 24 tot en met 30 januari 1926. Het was de laatste editie die bekend stond als het Australaziatisch tenniskampioenschap. Voor de vrouwen was het de 5e editie. Het toernooi werd gespeeld op de grasbanen van het Memorial Drive Tennis Centre te Adelaide.

## Belangrijkste uitslagen
Mannenenkelspel

Finale: John Hawkes (Australië) won van James Willard (Australië) met 6-1, 6-3, 6-1
Vrouwenenkelspel

Finale: Daphne Akhurst (Australië) won van Esna Boyd Robertson (Australië) met 6-1, 6-3
Mannendubbelspel

Finale: John Hawkes (Australië) en Gerald Patterson (Australië) wonnen van James Anderson (Australië) en Pat O'Hara Wood (Australië) met 6-1, 6-4, 6-2
Vrouwendubbelspel

Finale: Meryl O'Hara Wood (Australië) en Esna Boyd Robertson (Australië) wonnen van Daphne Akhurst (Australië) en Marjorie Cox (Australië) met 6-3, 6-8, 8-6
Gemengd dubbelspel

Finale: Esna Boyd Robertson (Australië) en John Hawkes (Australië) wonnen van Daphne Akhurst (Australië) en John Willard (Australië) met 6-2, 6-4
Jongensenkelspel

Winnaar: Jack Crawford (Australië)
Jongensdubbelspel

Winnaars: Jack Crawford (Australië) en Harry Hopman (Australië)
Een juniorentoernooi voor de meisjes werd voor het eerst in 1930 gespeeld.
1905 · 1906 · 1907 · 1908 · 1909 · 1910 · 1911 · 1912 · 1913 · 1914 · 1915 · 1916–1918 · 1919 · 1920 · 1921 · 1922 · 1923 · 1924 · 1925 · 1926 · 1927 · 1928 · 1929 · 1930 · 1931 · 1932 · 1933 · 1934 · 1935 · 1936 · 1937 · 1938 · 1939 · 1940 · 1941–1945 · 1946 · 1947 · 1948 · 1949 · 1950 · 1951 · 1952 · 1953 · 1954 · 1955 · 1956 · 1957 · 1958 · 1959 · 1960 · 1961 · 1962 · 1963 · 1964 · 1965 · 1966 · 1967 · 1968
↓ open tijdperk ↓
1969 (m-v-md-vd-gd) · 1970 (m-v-md-vd) · 1971 (m-v-md-vd) · 1972 (m-v-md-vd) · 1973 (m-v-md-vd) · 1974 (m-v-md-vd) · 1975 (m-v-md-vd) · 1976 (m-v-md-vd) · jan 1977 (m-v-md-vd) · dec 1977 (m-v-md-vd) · 1978 (m-v-md-vd) · 1979 (m-v-md-vd) · 1980 (m-v-md-vd) · 1981 (m-v-md-vd) · 1982 (m-v-md-vd) · 1983 (m-v-md-vd) · 1984 (m-v-md-vd) · 1985 (m-v-md-vd) · 1986 · 1987 (m-v-md-vd-gd) · 1988 (m-v-md-vd-gd) · 1989 (m-v-md-vd-gd) · 1990 (m-v-md-vd-gd) · 1991 (m-v-md-vd-gd) · 1992 (m-v-md-vd-gd) · 1993 (m-v-md-vd-gd) · 1994 (m-v-md-vd-gd) · 1995 (m-v-md-vd-gd) · 1996 (m-v-md-vd-gd) · 1997 (m-v-md-vd-gd) · 1998 (m-v-md-vd-gd) · 1999 (m-v-md-vd-gd) · 2000 (m-v-md-vd-gd) · 2001 (m-v-md-vd-gd) · 2002 (m-v-md-vd-gd) · 2003 (m-v-md-vd-gd) · 2004 (m-v-md-vd-gd) · 2005 (m-v-md-vd-gd) · 2006 (m-v-md-vd-gd) · 2007 (m-v-md-vd-gd) · 2008 (m-v-md-vd-gd) · 2009 (m-v-md-vd-gd) · 2010 (m-v-md-vd-gd) · 2011 (m-v-md-vd-gd) · 2012 (m-v-md-vd-gd) · 2013 (m-v-md-vd-gd) · 2014 (m-v-md-vd-gd) · 2015 (m-v-md-vd-gd) · 2016 (m-v-md-vd-gd) · 2017 (m-v-md-vd-gd) · 2018 (m-v-md-vd-gd) · 2019 (m-v-md-vd-gd)  · 2020 (m-v-md-vd-gd) · 2021 (m-v-md-vd-gd) · 2022 (m-v-md-vd-gd) · 2023 (m-v-md-vd-gd) · 2024 (m-v-md-vd-gd) · 2025 (m-v-md-vd-gd)
Lijst van Australian Openwinnaars